# Cândido Mendes
Cândido Mendes   (Rio de Janeiro, 3 de juny de 1928 - Rio de Janeiro, 17 de febrer de 2022) fou un professor, advocat, sociòleg, politòleg i assagista brasiler.
Doctor en Dret per la Universitat Federal de Rio de Janeiro, exercí de professor universitari des del 1951 en diferents universitats del Brasil i també de l'estranger (Nova York, Stanford, Princeton i Columbia, entre d'altres). Ostentà diversos càrrecs en institucions internacionals; entre ells formà part de la comissió de l'Aliança per les Civilitzacions de les Nacions Unides i fou membre del Consell Internacional de Ciències Socials de la UNESCO. Fou secretari general de l'Acadèmia de la Llatinitat, membre de l'Acadèmia Brasilera de Lletres i president de la Universitat Cândido Mendes.